# Elisabeth Ohlhoff
Elisabeth Ohlhoff (* 15. September 1884 in Burg bei Magdeburg; † 28. Mai 1954 in Berlin) war eine deutsche Sängerin (Sopran).

## Leben
Sie war Schülerin von Valerie von Facius sowie Elka Gerster. Ihre im Jahr 1907 begonnene Sängerkarriere widmete sie ausschließlich dem Konzertgesang. Konzertreisen brachten sie in die großen deutschen, holländischen, belgischen, britischen und russischen Musikzentren. Auch nach Skandinavien, in die baltischen Länder sowie die Türkei führten ihre Tourneen.
1934 gab sie ihre letzten Liederabende in Berlin. Sie galt als vortreffliche Liedinterpretin, wurde aber besonders durch ihren Vortrag von Sopranpartien in Oratorien und religiösen Musikwerken weithin bekannt. Man schätzte vor allen Dingen ihre Gestaltung der Werke von J.S. Bach (Matthäuspassion).